# Тихонович, Николай Николаевич
Николай Николаевич Тихонович (8 [20] января 1872, Харьков — 17 июня 1952, Москва) — русский и советский учёный-геолог, специалист в области геологии нефти и газа, профессор.
Исследователь девонских отложений русской платформы, один из руководителей геологических служб СССР в 1920-е годы. Внёс значительный вклад в освоение ухтинских нефтяных месторождений.

## Биография
Родился 8 (20) января 1872 года.
В 1891 году окончил 1-ю Харьковскую гимназию и поступил на физико-математический факультет Харьковского университета, через год перешёл на естественное отделение. Специальностью избрал геологию. В 1896 году после окончания университета два года стажировался в Московском университете у В. И. Вернадского.
С 1898 года проводил гидрогеологические исследования в Семипалатинской и Тургайской областях.
С 1904 года — сотрудник Геологического комитета России.
В 1907 году Н. Н. Тихонович прошел стажировку в Университете Женевы.
В 1908—1910 годах проводил полевые геологические исследования работы на Сахалине с целью выяснения условий залегания нефти и оценки их промышленных перспектив. Одновременно изучал проявления и месторождения угля и золота. В результате были выяснены стратиграфия и распространение третичных отложений региона. Выявление нефтеносной области на восточном побережье острова позволило сделать вывод о том, что «присутствие нефти на Сахалине весьма серьёзный факт, заслуживающий внимания промышленников и могущий при известных условиях оказать крупное влияние на всю экономическую жизнь Дальнего Востока» (Тихонович, Полевой, 1910, с. 730). В период работы на Сахалине Н. Н. Тихонович выезжал в Японию, занимался в Геологическом и Зоологическом музеях, изучал современную и третичную фауну моря и Японских островов. Он установил тождество между разрезами миоценовых отложений Сахалина с японскими разрезами и установил морской миоцен в Японии (Тихонович, 1910).
В 1914—1918 годы работал в Урало-Эмбенском нефтеносном районе. Он выделил «вторичные» проявления нефти в юрских и меловых отложениях на месторождении Макат, отметил роль глинистых пластов как непроницаемых слоёв для нефти и уверенно причислил отложения юрской системы к нефтегенной формации (Тихонович, 1915). Н. Н. Тихонович дал конкретные рекомендации по проведению поисковых работ на нефть и сделал вывод: «Имеются все основания считать Уральский район имеющим серьёзное промышленное значение» (Тихонович, 1919, с. 139). Продолжив изучение нефтяных месторождений в Казанской губернии, Н. Н. Тихонович пришел к заключению о «необходимости серьёзной и планомерной постановки изучения и разведок месторождений нефти и гудрона в пермских отложениях восточной части Европейской России» (Тихонович, 1920, с. 50.).
Во время Гражданской войны в России 1917—1922/1923 гг. работавшие в Сибири специалисты Геологического комитета были отрезаны чехословацким восстанием от Центра, и Н. Н. Тихонович жил в Томске.
В 1919 году исследовал проявления медных руд и углей в Семипалатинской и Акмолинской областях и выявил большой высококачественный буроугольный район в районе Баян-аула (Тихонович, 1932а).
С 1923 по 1925 г. Н. Н. Тихонович руководил работами геологических и разведочных партий Московской горной академии на Кавказе и проводил исследования в Гудермесском, Брагунском и Бенойском районах Грозненского округа. Отдельные площади изучались весьма детально для оценки их перспективности на нефть. По итогам работ Н. Н. Тихонович рекомендовал тресту «Грознефть» пробурить на одном из участков Гудермесского хребта глубокую разведочную скважину с целью поисков предполагаемых здесь залежей нефти (Тихонович, 1926). Но крупное Гудермесское газонефтяное месторождение было открыто в этом районе только спустя десять лет (Гасангусейнов и др., 1987, с.14). Н. Н. Тихонович совмещал практические исследования с организационной работой.
В 1920 г. он был назначен председателем Комитета промышленных разведок при Горном отделе ВСНХ и уже в 1921 г. организовал ряд отделений «Центрпромразведки» в регионах. В результате было установлено промышленное значение тихвинских бокситов, на основе которых начала создаваться алюминиевая промышленность СССР; началась добыча первого радия в Тюя-муюне; открыты уголь и платина в Норильском округе; поставлен вопрос о разведке калийных солей в районе Соликамска (Тихонович, 1932а). Совещания и съезды, организовавшиеся при непосредственном участии Н. Н. Тихоновича, сыграли важную роль в реорганизации геологоразведки на плановых социалистических началах и обеспечения её научно-исследовательской базой в виде новых отраслевых институтов (Тихонович, 1925; Первый Всесоюзный…, 1927).

### Арест и ссылки
В 1926 году был назначен помощником директора Геологического комитета Д. И. Мушкетова и руководил разведкой полезных ископаемых в СССР. Тогда же при Геолкоме была создана Комиссия по запасам полезных ископаемых и Учётно-экономический отдел под руководством Н. Н. Тихоновича, в котором концентрировались данные о полезных ископаемых СССР. Годовые обзоры минеральных ресурсов страны ежегодно публиковались в открытой печати. В конце 1920-х годов эти публикации были поставлены в вину Н. Н. Тихоновичу и его соратникам как умышленное разглашение государственной тайны и шпионаж (Заблоцкий, 1999).
Во время травли Геолкома Н. Н. Тихонович был арестован 18.11.1928 г. за контрреволюционную деятельность. По ст. 58, пп. 6 и 7 его приговорили к расстрелу, заменённому 10 годами ИТЛ. Во время следствия ему было предложено возглавить геологическую часть экспедиции на Ухту, задуманной ещё в 1921 г. В. И. Лениным как лагерь для ссылки арестованных тогда участников Кронштадтского восстания. Проект Ухтинской экспедиции ОГПУ Н. Н. Тихонович составлял в камере Бутырской тюрьмы (Тихонович, 1932б). Работа коллектива геологов под руководством Н. Н. Тихонович в Ухтинской экспедиции (Ухтпечлаге) — период планомерных широкомасштабных и весьма результативных исследований. В первые же годы работы были получены общие представления о разрезе Тимана и Притиманья от сланцев рифея вплоть до кайнозоя, разработана стратиграфия палеозойских и, прежде всего, девонских отложений Тимана (Тихонович, 1930).
В январе 1933 г. в посёлке Чибью состоялось заседание Комиссии Сектора природных ископаемых ГОСПЛАН СССР. Работа геологов Ухто-Печорского треста и доклад Н. Н. Тихоновича получили высокую оценку (Тихонович, 1933).
В 1937 году под охраной он был делегатом 17 сессии Международного геологического конгресса в Москве.
К концу 1930-х годов была составлена геологическая карта и схема тектоники Тимано-Уральского региона масштаба 1:1 000 000. Исследованы месторождения нефти, угля, асфальтитов, строительных материалов, дана их оценка и начата промышленная эксплуатация.

### Последние годы жизни
В 1939 году, по истечении 10-летнего срока заключения и прикрепления к системе лагерей ГУЛАГ Н. Н. Тихонович вернулся в Москву и был принят на работу в Московский геологоразведочный трест (позднее — Московский филиал ВНИГРИ). Он подготовил ряд обобщающих публикаций по геологии Тимано-Уральского региона (Тихонович, 1941 и др.) и по девонским отложениям Русской платформы и Приуралья (Тихонович, 1951).
В последние годы жизни Н. Н. Тихонович руководил коллективом геологов, занимавшихся изучением глубинной тектоники Русской платформы, читал курс «Геотектоника» в Московском нефтяном институте.
В 1943 г. Н. Н. Тихоновичу была присуждена степень доктора геолого-минералогических наук
Скончался 17 июня 1952 года в Москве. Похоронен на Введенском кладбище (уч. 19).

## Награды и звания
- 1947 — Заслуженный деятель науки РСФСР
- 1949 — Орден Трудового Красного Знамени

## Память
Одна из улиц города Ухта в Республике Коми, названа именем Н. Н. Тихоновича.
В честь Н. Н. Тихоновича назван мыс Тихоновича на острове Сахалин.